# Баргштедт (Нижня Саксонія)
Баргштедт (нім. Bargstedt) — громада в Німеччині, розташована в землі Нижня Саксонія. Входить до складу району Штаде. Складова частина об'єднання громад Гарзефельд.
Площа — 26,45 км2. Населення становить 2070 ос. (станом на 31 грудня 2021).